# Typhlopsychrosoma tarraconense
Typhlopsychrosoma tarraconense es una especie de miriápodo cordeumátido cavernícola de la familia Vandeleumatidae, endémica del este de la España peninsular; se conoce de la provincia de Tarragona.